# Дракон Ли
Дракон Ли (исп. Dragon Lee, род. 15 мая 1995, Тала, Халиско) — мексиканский рестлер, в настоящее время выступающий в WWE на бренде NXT. Настоящее имя Дракона Ли не является достоянием общественности, как это часто бывает с рестлерами в масках в Мексике, где их личная жизнь держится в секрете от фанатов рестлинга.
Будучи рестлером во втором поколении, он наиболее известен по своей работе в мексиканском рестлинг-промоушене Consejo Mundial de Lucha Libre (CMLL). Ли также известен своей работой в Ring of Honor (ROH), где он был телевизионным чемпионом мира ROH и командным чемпионом мира ROH вместе с партнёром по команде La Faccion Ingobernable Кенни Кингом, а также своей работой в New Japan Pro-Wrestling (NJPW) под именем Рю Ли (яп. リュウ・リー), где он является бывшим чемпионом IWGP в полутяжёлом весе.
Дракон Ли — сын рестлера Артуро Муньоса, известного под именем Ла Бестия дель Ринг. Он является вторым человеком, который использовал персонаж и маску Дракона Ли, первым Драконом Ли был его старший брат Карлос, который сейчас выступает под ринг-именем Дралистико. У Дракона Ли есть ещё один брат, Уильям, выступающий под именем Руш. Дракон Ли был признан новичком года в 2014 году по версии читателей Wrestling Observer Newsletter. В апреле 2015 года Дракон Ли завоевал свой первый титул в рестлинге — титул чемпиона мира CMLL в лёгком весе. Ли также является четвёртым рестлером, завоевавшим титулы в ROH, CMLL и NJPW после Рокки Ромеро, Мэтта Тейвена и Тама Тонга.

## Карьера в рестлинге

### All Elite Wrestling (2022)
Ли дебютировал в All Elite Wrestling (AEW) 17 августа на шоу Dynamite, приняв участие в первом раунде турнира за чемпионство мира AEW среди трио, где он вместе с членами La Facción Ingobernable Андраде Эль Идоло и своим братом Рушем выступил против «Янг Бакс» и их таинственного партнера, которым оказался Кенни Омега. Матч закончился победой Омеги и «Баксов», после того как Омега удержал Ли. После матча Эль Идоло и Руш напали на Ли и сняли с него маску.

### WWE (с 2022)
28 декабря 2022 года, после победы над FTR на шоу AAA Lucha Libre: Noche de Campeones вместе со своим братом Дралистико, Ли объявил, что подписал контракт с WWE, и что он рассчитывает начать работать там в январе 2023 года.

## Личная жизнь
В декабре 2019 года Дракон Ли женился на своей невесте Лупите Орозко. Свадьбу проводил Фрай Тормента.

## Титулы и достижения
- All Pro Wrestling
  - Король инди (2018, 2019)[4][5]
- Consejo Mundial de Lucha Libre
  - Чемпион мира CMLL в лёгком весе (2 раза)[6][7]
  - Чемпион мира CMLL в полусреднем весе (1 раз)[8][9]
  - Конкурс CMLL по бодибилдингу: Категория новичков (2013)[10]
  - Конкурс CMLL по бодибилдингу: Промежуточная категория (2014, 2015)[11][12]
- Lucha Libre AAA Worldwide
  - Командный чемпион мира AAA (1 раз) — с Дралистико[13]
- The Crash Lucha Libre
  - Командный чемпион The Crash (1 раз) — с Дралистико[14]
- Kaoz Lucha Libre
  - Командный чемпион Kaoz (1 раз) — с Дралистико[15]
- Lucha Libre Azteca
  - Чемпион Azteca (1 раз)
- New Japan Pro-Wrestling
  - Чемпион IWGP в полутяжёлом весе (1 раз)
  - Torneo de Parejas Familiares (2019) — с Мистико[16]
- Pro Wrestling Illustrated
  - № 41 в топ 500 рестлеров в рейтинге PWI 500 в 2021[17]
- Ring of Honor
  - Командный чемпион мира ROH (2 раза) — с Кенни Кингом
  - Телевизионный чемпион мира ROH (2 раза)
- Wrestling Observer Newsletter
  - Новичок года (2014)[18]